# Lorenz Leopold Haschka

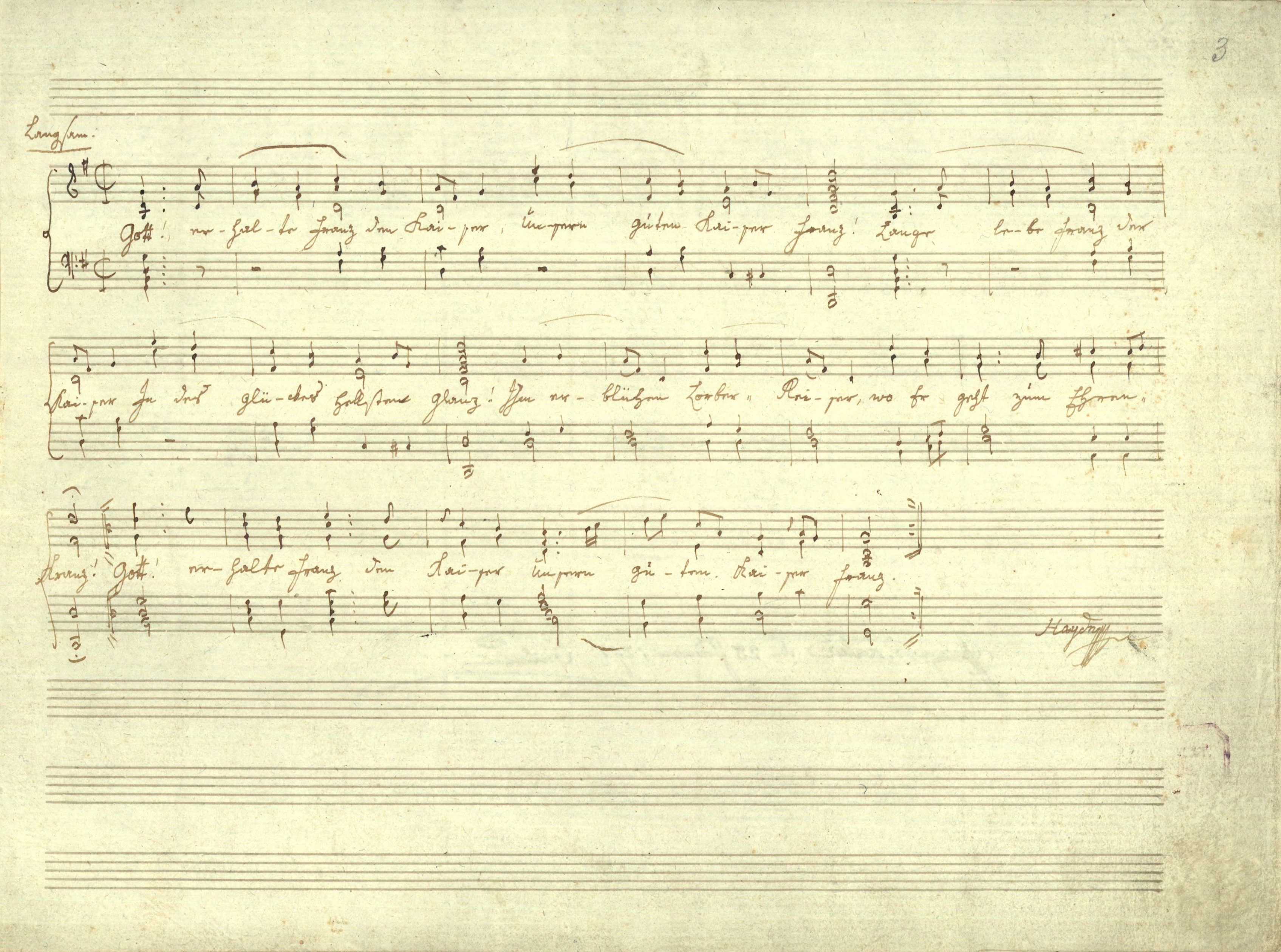
Kaiserlied (Klavierfassung mit der ersten Strophe von Lorenz Leopold Haschka), Handschrift Joseph Haydns, 1797

Lorenz Leopold Haschka (* 1. September 1749 in Wien; † 3. August 1827 ebenda) war ein österreichischer Lyriker. Haschka dichtete die Österreichische Kaiserhymne Gott erhalte Franz, den Kaiser.

## Leben
Lorenz Leopold Haschka studierte zunächst Humanistik und wurde nach dem Studium Jesuit. Bis zur Auflösung des Ordens 1773 war er Lehrer am Gymnasium in Worms. Haschka ging schließlich nach Wien, wo er dem Dichter Johann Baptist von Alxinger Unterricht in Metrik gab.
Der dankbare Dichter gab seinem Lehrer 10.000 fl., was diesen seiner Geldsorgen enthob. Er schwankte in seiner Gesinnung und schrieb zunächst gegen den Papst und den König. Später dichtete er die Österreichische Kaiserhymne Gott! erhalte Franz, den Kaiser.
Ab 1780 war er Freimaurer in der Loge Zum heiligen Joseph in Wien, die 1776 von der Berliner Großen Landesloge eingesetzt worden war. Er wurde 1797 Kustos an der Wiener Universitätsbibliothek und später Professor für Ästhetik am Wiener Theresianum (1798–1822).
Haschka verkehrte im damals bekannten Kramerschen Kaffeehaus in Wien.
1894 wurde dem Dichter zu Ehren die Haschkagasse in Wien-Meidling benannt.

## Bedeutung
Haschka verfasste nach dem Vorbild Friedrich Gottlieb Klopstocks patriotische Oden. Bekannt blieb der 1796 verfasste Text zu der von Joseph Haydn komponierten Kaiserhymne Gott! erhalte Franz, den Kaiser.
Seine Oden erlangten allgemeine Bekanntheit und werden so auch in Goethes und Schillers Xenien erwähnt:
Muse zu den Xenien

Aber jetzt rat ich euch, geht, sonst kommt noch gar der Gorgona

Fratze oder ein Band Oden von Haschka hervor.

## Werke
- Unsere Sprache. 1784
- Die Könige. 1787
- Epinikion Herrn Johann August Starck. 1790 (Digitalisat in der Digitalen Bibliothek Mecklenburg-Vorpommern)
- Verwünschungen, den Franzosen ... gesungen im Februar, 1793. Wien: Mit v. Kurtzbekischen Schriften, 1793.
- Blutrache über die Franzosen gerufen ... im November 1793. Wien, 1793.
- Das gerettete Teutschland gesungen zu Wien im November 1795, Ode. Wien, 1796.
- Gott, erhalte den Kaiser! Verfasset von Lorenz Leopold Haschka, In Musik gesetzet von Joseph Haydn, Zum ersten Mahle abgesungen den 12. Februar, 1797. Wien,
- Auf Denis Tod. 1800
- Auf die Vermählung Ihrer Kaiserlichen Hoheit Maria Ludovica, Erzherzogin von Österreich, mit Seiner Majestät Napoleon dem Ersten, Kaiser der Franzosen, ... am 11-ten März 1810, Ode. Wien: Strauß, 1810